# Anatella setigera
Anatella setigera es una especie de mosquito del género Anatella, de la familia Mycetophilidae, orden Diptera. Fue descrita por Edwards en 1921.
Se distribuye por Europa: Suecia, Países Bajos, Estonia, Canadá, Noruega y Reino Unido. Fue publicada en Diptera Nematocera from Arran and Lock Etive. Scottish Naturalist 1921: 59-61.